# Kim A-lang
Pour les articles homonymes, voir Kim.
Dans ce nom coréen, le nom de famille, Kim, précède le nom personnel.
Kim A-lang est une patineuse de vitesse sur piste courte sud-coréenne née le 22 août 1995 à Jeonju.

## Biographie
À huit ans, elle commence le sport, pour suivre les traces de son grand frère. Pendant son temps libre, elle aime appliquer du vernis sur ses ongles et aller à des concerts. Son héros est le short-trackeur coréen Viktor Ahn.

## Carrière

### Débuts internationaux
En 2013, elle arrive deuxième des Championnats du monde junior.

### Jeux olympiques de Sotchi
En 2014, elle se qualifie pour les Jeux olympiques, mais pendant la compétition de sélections, elle fait une chute et s'arrache un ligament de l'épaule. Elle doit se faire opérer.
Elle remporte ensuite la médaille d'or du relais 3 000 mètres aux Jeux olympiques d'hiver de 2014, à Sotchi. La même année, elle arrive deuxième du 1500 mètres aux Championnats du monde.
En 2015, elle tombe au 500 mètres pendant les Championnats du monde à Moscou et se blesse à l'abdomen et au cou.

### Jeux olympiques de Pyeongchang
La Coupe du monde de short-track 2016-2017, en quatre manches, fait office de qualifications pour le patinage de vitesse sur piste courte aux Jeux olympiques de 2018.
À la première manche de la Coupe du monde, à Budapest, elle gagne la finale B du 1500 mètres et se classe donc septième sur la distance. Au 1000 mètres, elle arrive quatrième. Au relais, elle fait partie de l'équipe qui obtient la médaille d'or, aux côtés de ses compatriotes Shim Suk-Hee, Kim Ye-Jin et Choi Min-jeong. À la deuxième manche de la Coupe du monde, en octobre 2017 à Dordrecht, elle est disqualifiée dès le premier tour du 1000 mètres. Elle gagne la finale B du 1500 mètres et se classe septième, comme à la première manche. Au relais, son équipe arrive en deuxième position. À la troisième et avant-dernière manche de la Coupe du monde, en novembre 2017 à Shanghai, elle chute au premier tour du 1500 mètres.  Elle arrive 14e au 500 mètres. Elle arrive 12e au 1000 mètres. Lors de la dernière manche de la Coupe du monde, en novembre 2017 à Séoul, elle arrive sixième au 1500 mètres, derrière Han Yutong et devant Arianna Fontana. Elle est disqualifiée au premier tour du 500 mètres. Elle est disqualifiée au deuxième tour du 1000 mètres. Au relais, son équipe arrive troisième.

## Prix et récompenses
En 2014, elle fait partie de l'équipe de relais qui reçoit le prix Coca-Cola d'Equipe de l'année à la suite de leur victoire aux Jeux olympiques.